# Ru de Piétrée
Der Ru de Piétrée (im Oberlauf und Mittelabschnitt auch Ru de Vannetin genannt) ist ein kleiner Fluss in Frankreich, der im Département Seine-et-Marne in der Region Île-de-France verläuft. Er entspringt im Gemeindegebiet von Leudon-en-Brie, entwässert in einer S-Kurve von Nordost über Nordwest nach Nordost durch die Landschaft Brie und mündet nach rund 19 Kilometern im Gemeindegebiet von Saint-Siméon als linker Nebenfluss in den Grand Morin.

## Orte am Fluss
(Reihenfolge in Fließrichtung)
- Leudon-en-Brie
- Chartronges
- Choisy-en-Brie
- Marolles-en-Brie
- Saint-Siméon